# Chamaepetes unicolor
Chamaepetes unicolor е вид птица от семейство Cracidae. Видът е почти застрашен от изчезване.

## Разпространение
Видът е разпространен в Коста Рика и Панама.